# Gwiazdnica pospolita

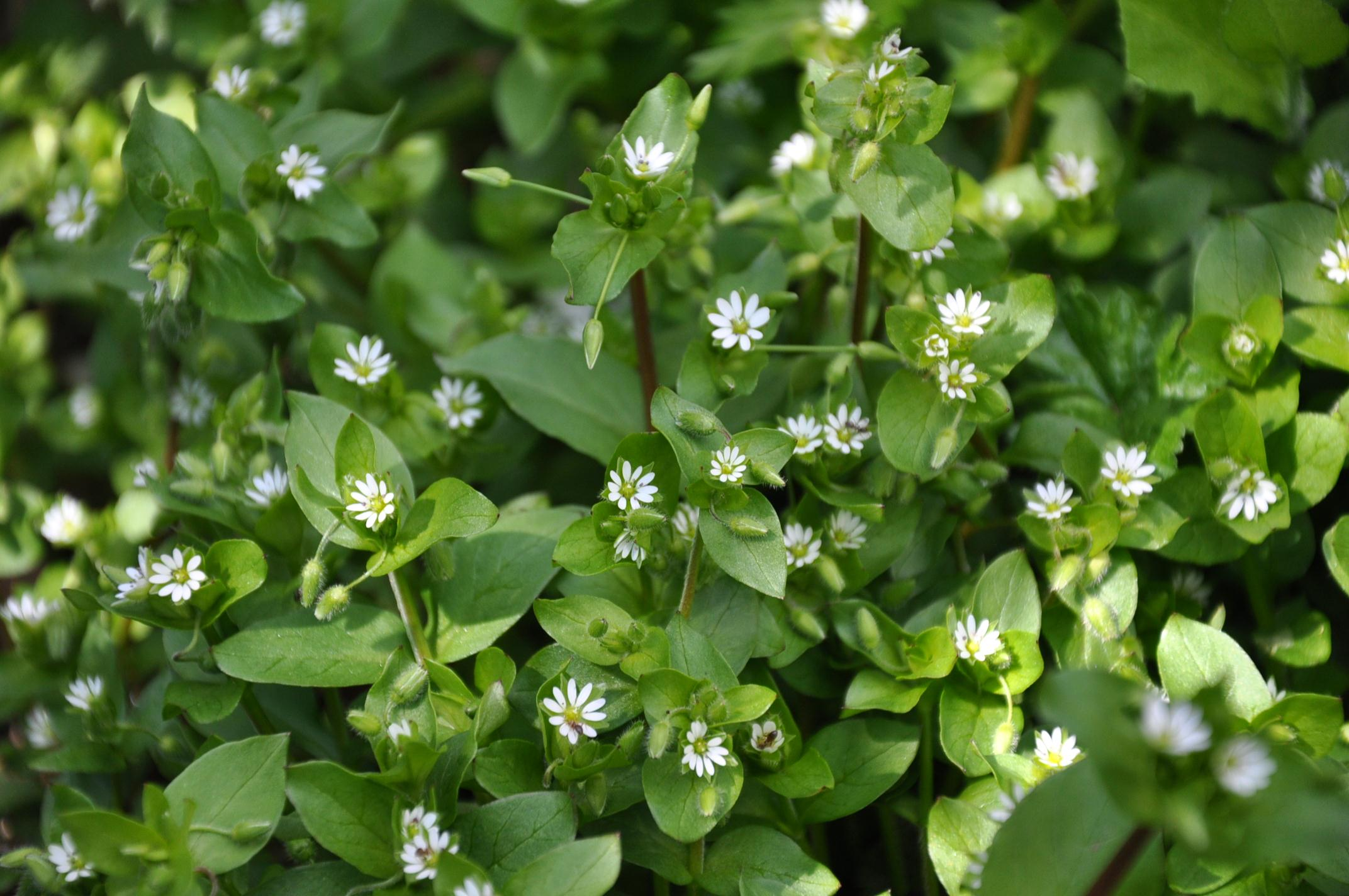
Łan gwiazdnicy pospolitej

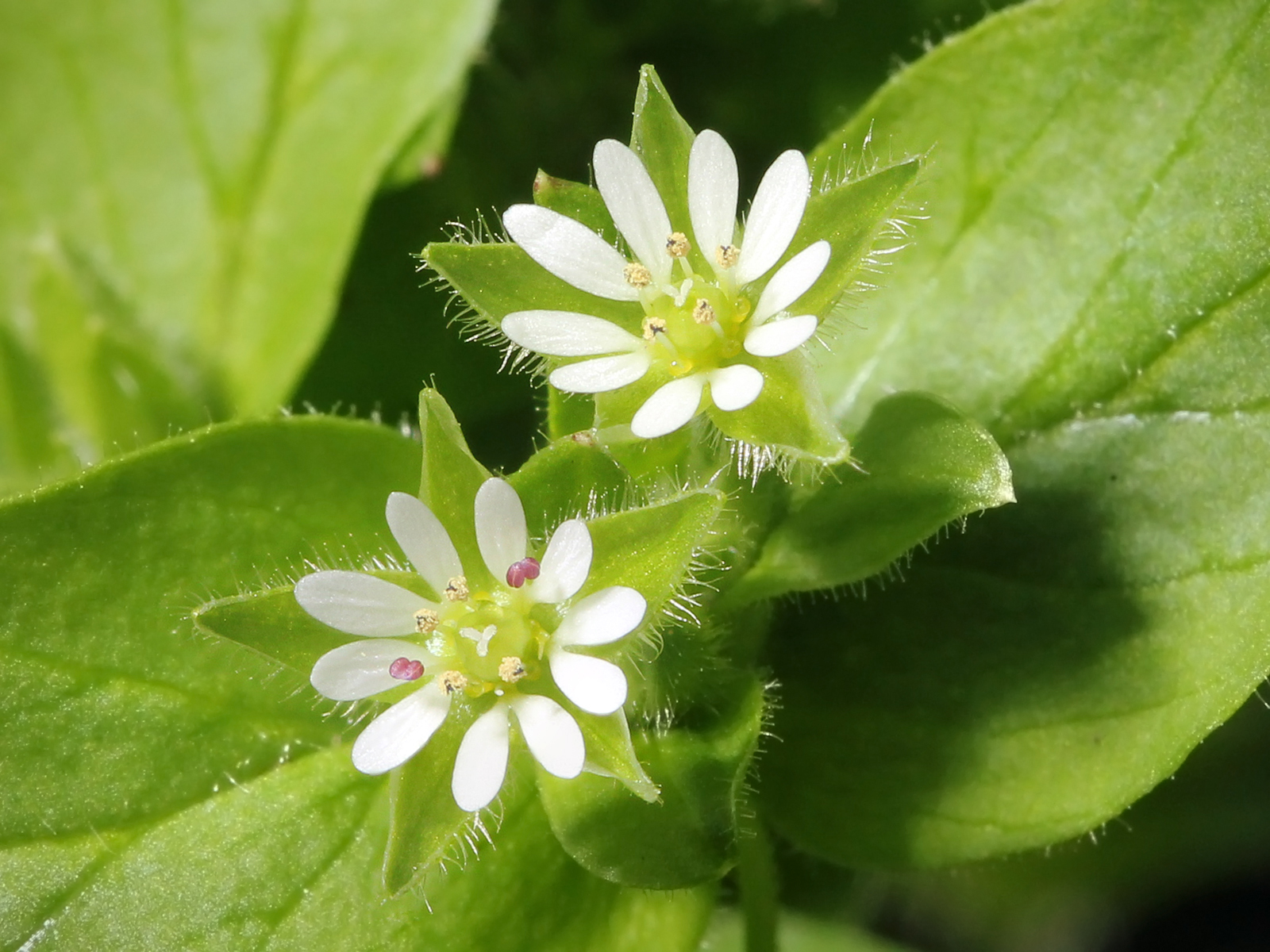
Kwiaty

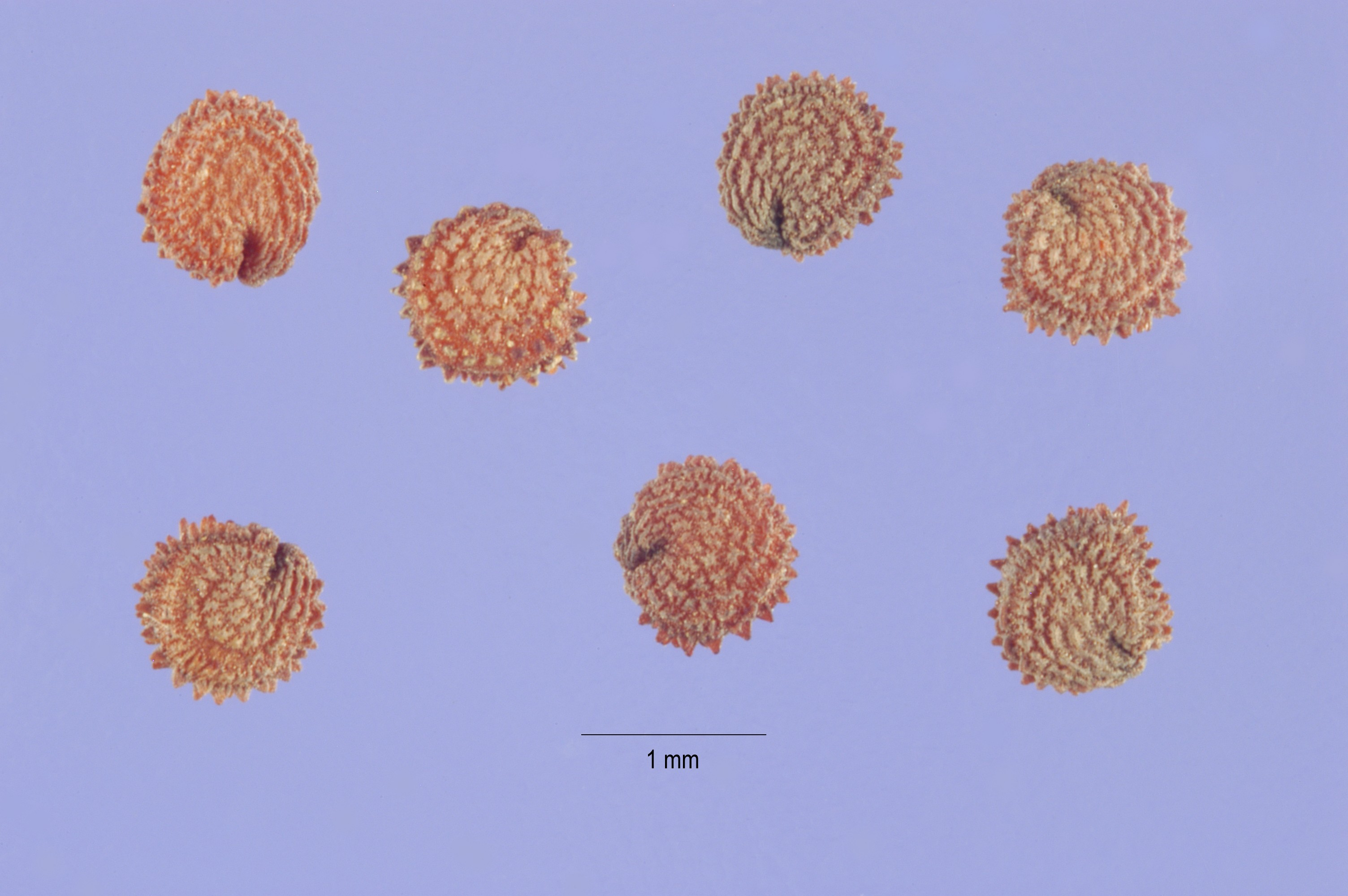
Nasiona

Gwiazdnica pospolita (Stellaria media (L.) Vill.) – gatunek rośliny z rodziny goździkowatych (Caryophyllaceae).

## Zasięg geograficzny
Gatunek kosmopolityczny występujący na całym świecie. Na półkuli południowej sięga po wyspy wokół Antarktydy, na półkuli północnej po archipelag Svalbard (około 78° szerokości geograficznej). W Europie Środkowej występuje od niżu po położenia górskie, wyjątkowo nawet po piętro subalpejskie. W Polsce jest bardzo pospolity na całym obszarze. Częściej występuje na obszarach o klimacie wilgotnym i chłodniejszym, w górach sięga po piętro kosodrzewiny.

## Morfologia
PokrójRoślina tworząca łany, drobna i delikatna.
ŁodygaRozesłane, podnoszące się lub wzniesione, długie na 3–40 cm, obłe, z pojedynczym szeregiem włosków. Łamliwe, często silnie rozgałęzione.
KorzeńSłaby korzeń główny, liczne korzenie boczne, ukorzenia się płytko.
LiścieDrobne, jajowate, zaostrzone, naprzeciwległe. Górne prawie siedzące, dolne długoogonkowe. Nerwacja liścia pierzasta.
LiścienieWąskie, o kształcie od jajowatego do lancetowatego, z ostro zakończonymi wierzchołkami. Ogonek liściowy o tej samej długości co blaszka.
KwiatyDrobne, zebrane w dwuramienne wierzchotki. Szypułki kwiatów proste, lub odgięte do tyłu. Jajowate lub jajowatolancetowate działki kielicha mają długość do 5 mm i są owłosione. Płatki korony białe, lub zielonkawe, głęboko rozcięte, zwykle krótsze od kielicha, czasami ich brak. Słupek z 3 znamionami, pręcików 3–5 z żółtymi lub fioletowymi pylnikami.
OwocePodługowata torebka dłuższa od kielicha. Pęka 6 ząbkami niemal do połowy długości. Zawierająca szarobrunatne lub popielate, kuliste lub nerkowate, matowe nasiona. Mają pomarszczoną powierzchnię z 4 rzędami brodawek.
Gatunki podobneMożylinek trójnerwowy – odróżnia go od gwiazdnicy pospolitej nerwacja liścia: blaszki mają 3 wyraźnie widoczne nerwy. Bardzo podobna jest gwiazdnica zaniedbana różniąca się zwykle dłuższymi płatkami (od 5 do 6,5 mm długości) i większą liczbą pręcików (zwykle ponad 7) z purpurowymi pylnikami.

## Biologia i ekologia
RozwójRoślina jednoroczna. Kwitnie od maja do października, ale czasem przez cały rok. Na jednej roślinie dojrzewa od kilku tysięcy do 15 tysięcy nasion. Kiełkują już przy temperaturze 2 °C, temperatura optymalna wynosi 13–20 °C. Zachowują zdolność kiełkowania od 6 do 68 lat. Rozsiewane są przez wiatr, ale także przez zwierzęta – bez utraty zdolności kiełkowania przechodzą bowiem przez ich przewód pokarmowy (endochoria). Dzięki zdolności do kiełkowania w niskich temperaturach, a także dzięki krótkiemu okresowi rozwoju roślina w ciągu roku wydaje 2–3 pokolenia. Rozmnaża się przez nasiona, ale również wegetatywnie, jej łodygi bowiem łatwo ukorzeniają się w węzłach.
SiedliskoRośnie na siedliskach ruderalnych i segetalnych; na przydrożach, przy domach, na wysypiskach i nieużytkach, w ogrodach i polach. Roślina azotolubna. Preferuje wilgotne, żyzne i przenawożone azotem gleby, ale rośnie na różnych glebach. Na polach uprawnych jest chwastem, szczególnie w uprawach roślin ozimych, rzepaku, buraków, roślin strączkowych, kukurydzy i ziemniaków. W klasyfikacji zbiorowisk roślinnych gatunek charakterystyczny dla Cl. Stellarietea mediae.
Oddziaływania międzygatunkoweJej liście i nasiona stanowią pożywienie dla ptaków. Na żywych i martwych pędach gwiazdnicy pospolitej rozwijają się jako saprotrofy lub pasożyty niektóre gatunki grzybów i lęgniowców: Mycosphaerella isariphora, Puccinia arenariae, Melampsorella caryophyllacearum, Phacellium episphaerium, Peronospora alsinearum.
GenetykaLiczba chromosomów 2n = 40, 42.

## Zastosowanie

### Roślina lecznicza
Historia zastosowaniaW Polsce wykorzystywana była jako roślina lecznicza tylko w medycynie ludowej. W Anglii, Rosji i USA jest jednak popularnym i często używanym w lecznictwie ziołem. Jest jednym ze składników preparatów odchudzających.
Surowiec zielarskiZiele Herba Stellariae mediae. Zawiera saponiny, witaminy C, E, PP, B1, B2, flawonoid rutynę, kwas paraaminobenzoesowy, Kwas γ-linolenowy, sole mineralne (potas, fosfor, wapń, żelazo, magnez, sód, selen, jod, krzem).
Zbiór i przechowywanieW celach leczniczych może być zbierana do czasu zawiązywania nasion. Ponieważ rośnie przez cały rok, przeważnie nie ma potrzeby jej suszenia. Zbiera się świeże ziele.
DziałanieDziała stabilizująco na wątrobę, przyspiesza gojenie się ran i skraca czas rozpuszczania płytek miażdżycowych w naczyniach krwionośnych. Wykazuje również działanie odtruwające, przeciwkrwotoczne, przeciwnowotworowe, moczopędne, przeciwreumatyczne, ściągające, wykrztuśne, wiatropędne i przeczyszczające.
ZastosowanieWewnętrznie wyciągi wodne stosuje się przy reumatyzmie i artretyzmie, nieprawidłowej przemianie materii, schorzeniach skórnych, hemoroidach, niedomaganiach serca, chorobach nerek, zaparciach, nadciśnieniu, kaszlu, chrypce, szkorbucie oraz przy stanach zapalnych. Zewnętrznie przy schorzeniach skórnych, na okładanie ran (przyspiesza ich gojenie). Stosuje się w postaci świeżych, zmiażdżonych roślin przyłożonych na skórę. Kąpiel w wodzie z dodatkiem naparu z gwiazdnicy pospolitej łagodzi swędzenie i podrażnienie skóry. Można też odwarem nacierać skórę w miejscu dolegliwości reumatycznych.

### Roślina jadalna
Liście gwiazdnicy pospolitej są smaczne. Można je spożywać nawet na surowo, jednak lepiej po przegotowaniu, zawierają bowiem saponiny. Można je dodawać do zup. Można je zbierać również podczas bezśnieżnej zimy. W Japonii często na wiosnę z gwiazdnicy z ryżem robi się zupę ryżową zwaną hakobe. Liście gwiazdnicy są jednym z siedmiu ziół (haru no nanakusa) spożywanych w siódmym dniu Nowego Roku (dawniej w chińskim kalendarzu księżycowym był to siódmy dzień pierwszego miesiąca). Dawniej zbierano nawet jej nasiona i dodawano je do zup, jednak ze względu na drobne rozmiary jest to zajęcie tylko dla bardzo zdeterminowanych.

### Inne zastosowania
- Roślina używana była dawniej jako dobra pasza dla kurcząt i indyków[15].
- Jej zielona masa nadaje się na kompost[8].
- Dawniej z ziela otrzymywano szary barwnik[15].
- Wykorzystywana jest do produkcji preparatów do pielęgnacji cery. Na skórę wykazuje działanie łagodzące i nawilżające[15].

## Szkodliwość i zwalczanie
Jest chwastem opisywanym zarówno jako niezbyt uciążliwy, jak i uciążliwy. Większym roślinom nie jest w stanie zaszkodzić, największe szkody wyrządza młodym siewkom roślin uprawianych przez siew, rozwija się bowiem szybciej od nich i zagłusza je. W rozrośniętych już plantacjach 5–25 roślin gwiazdnicy na 1 m² zmniejsza plon o około 5% (w zależności od rodzaju roślin uprawnych). Przy dużej ilości utrudnia zbiór plonów. Gwiazdnica pospolita jest gatunkiem bardzo ekspansywnym, gdyż jej nasiona kiełkują w niskich temperaturach, mają długą żywotność, jedna roślina może wydać ich tysiące, przy czym nie przechodzą one dłuższego okresu spoczynku i mogą kiełkować także przy niskiej temperaturze. W efekcie w ciągu roku może rozwinąć się kilka pokoleń gwiazdnicy.
Ogranicza się jej liczebność poprzez wiosenne bronowanie pól, podorywkę po zbiorze plonów, unikanie przeazotowania gleby, używanie materiału siewnego pozbawionego nasion chwastów, niszczenie chwastów na nieużytkach, rowach i terenach przylegających do pól uprawnych oraz oczyszczanie maszyn rolniczych z chwastów. Jeżeli do nawożenia pól wykorzystywany jest kompost lub obornik, powinien on być dobrze przefermentowany. Na niedużych powierzchniach wskazane jest ściółkowanie upraw.
Chemicznie zwalcza się ją tylko w razie ostatecznej konieczności. Istnieją liczne herbicydy zarejestrowane do zwalczania gwiazdnicy pospolitej. Wybiera się je w zależności od gatunku uprawianej rośliny i stosuje zgodnie z zaleceniami producenta. Herbicydy o działaniu totalnym stosuje się tylko na zagonach i przed uprawą roślin.